# Titina Silá
Ernestina Titina Silá (Tombali, Guinea-Bisáu, 1943 - Río Cacheu, 30 de enero de 1973) fue una combatiente y miliciana que luchó por la independencia de Guinea-Bisáu durante la colonización y fue abatida por el Ejército Portugués. Junto a Amílcar Cabral, Pansau Na Isna y Domingos Ramos, está considerada una de las figuras más famosas de la lucha por la independencia en Guinea-Bisáu. Como homenaje y en reconocimiento al combate de las mujeres en la lucha por la independencia del país, se instituyó el 30 de enero, fecha del aniversario de su muerte, como Día Nacional de la Mujer Guineana.

## Miembro de la guerrilla
A los 18 se adhirió al Partido Africano para la Independencia de Guinea y Cabo Verde y se incorporó muy joven a la guerrilla liderada por Amílcar Cabral. Demostró notables habilidades de organización y liderazgo y se convirtió en una de sus figuras más populares. Titina Silá ya era famosa dentro del movimiento a principios de la década de 1960 como líder guerrillera en el Frente Norte. 
En 1963 realizó una formación sobre estrategia política en la Unión Soviética. Cuando regresó a Guinea-Bissau, entrenó a 95 mujeres detallando los motivos de la lucha y por qué debían luchar contra la dominación europea (portuguesa) por su país.
Dirigió el Comité de Milicia Popular en el Norte cuya misión era organizar el paso de personas y bienes cruzando el Río Cacheu, de vital importancia para el suministro de tropas de la resistencia.

## Asesinato

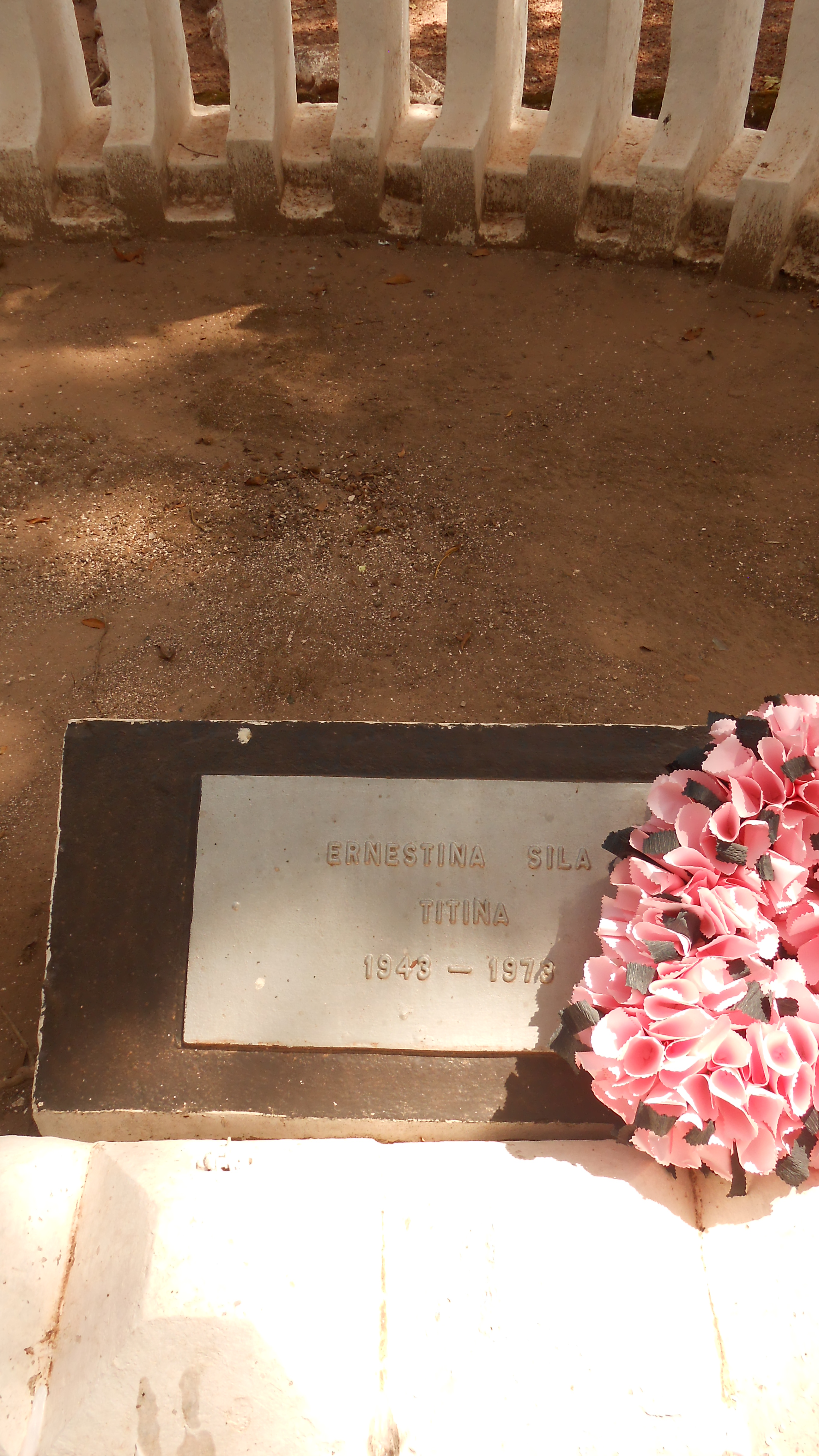
Tumba de Titina Silá en el Monumento a los Héroes de la Patria

Fue asesinada durante una emboscada de las tropas portuguesas el 30 de enero de 1973 mientras cruzaba el río Farim con un grupo de guerrilleros dirigiéndose a Guinea-Conakri al funeral de Amílcar Cabral, líder de la guerrilla del PAIGC, amigo y mentor, asesinado días antes, el 20 de enero de 1973, en Conakri. 
Tras los acontecimientos de la Revolución de los Claveles en Lisboa y la independencia de Guinea Portuguesa como República de Guinea-Bisáu en 1974, se erigió un monumento en su honor cerca del río donde murió. Junto a Cabral y Domingos Ramos, es recordada como una de las figuras más famosas de la lucha por la independencia.
Está enterrada en el Monumento a los Héroes de la Patria, en la Fortaleza de São José da Amura, en Bisáu .

## Legado
Numerosos lugares e instituciones en Guinea-Bissau llevan el nombre de Silá, incluida la Praça Titina Silá en Bissau (sede de ministerios gubernamentales y misiones extranjeras).
En los primeros años de la independencia de Guinea-Bisáu, en la segunda mitad de la década de 1970, se dio nombre a una fábrica de mermeladas, que suministraba jugos elaborados con frutas de producción nacional, inaugurada en la isla de Bolama por iniciativa del presidente Luís Cabral. Después del golpe de Estado del 14 de noviembre de 1980, el nuevo régimen cerró la fábrica "Titina Silá", alegando que no generaba ingresos suficientes para mantenerse. En 2017 la fábrica era ruidosa, su equipo estaba inutilizable y el lugar se transformó en un escondite de animales.
En su memoria, el 30 de enero de 2003, cuando habían transcurrido exactamente treinta años desde su muerte, se instituyó el 30 de enero como "Día Nacional de la Mujer Guineana", festividad no oficial en Guinea-Bisáu, dedicada a las mujeres del país. En esta fecha, aunque no sea un día oficial de descanso, no se puede sancionar a ninguna mujer que no vaya a trabajar.